# Settimana internazionale della Critica
La Settimana internazionale della critica (Sic), en español Semana internacional de la crítica, es una sección paralela y autónoma del Festival Internacional de Cine de Venecia, que se celebra desde 1984, organizada por el SNCCI en colaboración con la Bienal de Venecia.
La Settimana internazionale della crítica promueve y es un punto de referencia para autores y películas emergentes. Con este objetivo, encontraron espacio los entonces debutantes Kevin Reynolds, Mike Leigh con su primer largometraje High Hopes, Olivier Assayas (Desordre) y autores extranjeros muy jóvenes. Y visibilidad fuera de lo común como Harmony Korine con su primer trabajo, que luego se convirtió en culto, Gummo, el portugués Pedro Costa con O sangue y el argentino Pablo Trapero con Mundo Grúa.
Entre los italianos, Carlo Mazzacurati fue descubierto con su Notte italiana, Vincenzo Marra (Tornando a casa), Roberta Torre (Tano da morire), Sergio Rubini y su ópera prima La stazione (es. La estación), el napolitano Antonio Capuano con Vito e gli altri (Vito y los otros) y el afortunado Pranzo di Ferragosto de Gianni Di Gregorio.

## Ganadores

### Gran premio
- 1984: Meachorei hasoragim (Israel) di Uri Barbash
- 1985: Yesterday (Polonia) di Rodoslaw Piworaski
- 1986: Abel (Holanda) di Alex Van Warmedam
- 1987: Drachenfutter (Alemania/Suiza) di Ian Schutte
- 1988: Let's get lost (Estados Unidos) di Bruce Weber
- 1989: Un monde sans pitié (Francia) di Éric Rochant
- 1990: La stazione (Italia) di Sergio Rubini
- 1991: Vito e gli altri (Italia) di Antonio Capuano
- 1992: Klamek ji bo beko (Turquía) di Nazimettin Ariç
- 1993: Le fils du requin (Francia) di Agnès Merlet
- 1997: Tano da morire (Italia) di Roberta Torre; Gummo (Estados Unidos) di Harmony Korine ottiene la menzione speciale Fipresci
- 1998: Orphans (Gran Bretaña) di Peter Mullan
- 1999: Mundo grúa (Argentina) di Pablo Trapero
- 2001: Tornando a casa (Italia) di Vincenzo Marra
- 2002: Mon Huan Bu Luo (Taiwán) di Cheng Wen-Tang
- 2003: Ballo a tre passi (Italia) di Salvatore Mereu
- 2004: Ve lakachta isha (Israel) di Ronit e Shlomi Elkabetz
- 2005: Mater natura (Italia) di Massimo Andrei
- 2006: A guide to recognizing Your Saints (Estados Unidos) di Dito Montiel
- 2007: Zui yaoyuan de juli (Taiwán) di Ling Jingjie; Toni Servillo per La ragazza del lago (Italia) di Andrea Molaioli vince il Premio Pasinetti come miglior attore
- 2008: L'apprenti (Francia) di Samuel Collardey
- 2009: Tehroun (Francia) di Nader Takmil Homayoun
- 2010: Svinalängorna (Suecia) di Pernilla August
- 2011: Là-bas (Italia) di Guido Lombardi
- 2012: Äta sova dö (Suecia) di Gabriela Pichler
- 2013: Zoran - Il mio nipote scemo (Italia) di Matteo Oleotto
- 2019: Jeedar el sot (Líbano, Francia, Catar), di Ahmad Ghossein
- 2020: Hayaletler (Turquía, Francia, Catar), di Azra Deniz Okyay
- 2021: Zalava (Irán), di Arsalan Amiri
- 2022: Eismayer (Austria), di David Wagner
- 2023: Malqueridas (Chile, Alemania) di Tana Gilbert